# Список переименованных населённых пунктов Карачаево-Черкесии

## 1-9
- 1-я ферма совхоза «Кавказский» — Мичуринский
- 1-я ферма совхоза «Октябрьский» — Майский
- 3-я ферма совхоза «Кавказский» — Водораздельный
- 3-я ферма совхоза «Октябрьский» — Новый
- 4-я ферма совхоза «Кавказский» — Красивый
- 4-я ферма совхоза «Октябрьский» — Октябрьский
- 5-я ферма совхоза «Октябрьский» — Солнечный

## А-Б
- Абазинка — Койдан
- Аджиевский — Садовое
- Архыз-Аягы — Нижний Архыз
- Атажукинский — Зеюко
- Атлескировский — Жако
- Балахановский — им. Орджоникидзе — Октябрьский
- Балтинский — Кызыл-юрт
- Баталпашинская — Баталпашинск — Сулимов — Ежово-Черкесск — Черкесск
- Береслановский — Инжичишко
- Бибердовский — Эльбурган

## В-И
- Валуйский — Знаменка
- Верхне-Маринский — Высокогорное — Верхняя Мара
- Георгиевско-Осетинское — им. Коста Хетагурова
- Даусуз — Заводской — Подгорное — Даусуз
- Джанги-Карачай — Новокарачаевский — Правобережное — Новый Карачай
- Докшуковский — Вако-Жиле
- Дударуковский — Псыж
- Заря Труда - Привольное
- Егибоковский — Абазакт

## К-Н
- Калмыковский — Малый Зеленчук
- Каменномосткий — Ахалшени — Каменномост
- Карачаевск — Микоян-Шахар — Клухори — Карачаевск
- Карт-Джурт — Мтисдзири — Карт-Джурт
- Касаевский — Хабез
- Клычевский — Псауче-Дахе
- Конезавод № 168 — Красный Курган
- Кумско-Лоовский — Красный Восток
- Кумыш — Подгорное — Кумыш
- Кызыл-Кала — Каменское — Кызыл-Кала
- Ленин-юрт — Кичи-Балык
- Лоовско-Зеленчукский — Инжич-Чукун
- Лоовско-Кубанский — Кубина
- Михайловка — Кызыл-Покун
- Нижне-Мансуровский — Адиль-Халк
- Нижняя Пантелеймоновка — Кызыл-Уруп
- Нижняя Теберда — Мзисса — Нижняя Теберда

## П-Т
- Посёлок ГЭС-2 — Ударный
- Посёлок сельхозучастка № 2 конезавода № 168 — Аксу
- Посёлок центральной усадьбы совхоза «Черкесский» — Бавуко
- Посёлок шахты № 5/8 — Белая Гора
- Сары-Тюз — Прикубанское — Сары-Тюз
- Сталин-юрт — Элькуш
- Старо-Абуковский — Первомайское
- Тазартуковский — Бесленей
- Тахтамышевский — Икон-Халк

## У-Я
- Ураковский — Эркен-Юрт
- Учкулан — Маднисхеви — Учкулан (аул)
- Хахандуковский — Али-Бердуковский
- Хуса-Кардоникский — Детское  — Садовый — Хусы-Кардоник
- Шах-Гиреевское — Апсуа
- Шебоз
- Эрсаконский - Эрсакон
- Эльбрусский — Магаро — Эльбрусский
- Эльтаркач — Подлесное — Эльтаркач

## Источник
- Реестр зарегистрированных в АГКГН географических названий объектов на 18/11/2010 Карачаево-Черкесская Республика